# Estación Muñano
Muñano es una estación ferroviaria ubicada en el departamento de Los Andes, provincia de Salta, Argentina.
Se halla a 3952 m s. n. m. sobre la Ruta Nacional 51.
Es un punto característico del ramal, en este lugar y por primera vez se superan los 4000 m s. n. m., y, al trasponerlos se accede a la Puna.

## Servicios
Se encuentra actualmente sin operaciones de pasajeros.
Sus vías corresponden al Ramal C14 del Ferrocarril General Belgrano por donde transitan formaciones de carga de la empresa estatal Trenes Argentinos Cargas.

## Toponimia
El nombre deriva del quechua muña, yerba aromática andina con cualidades "para curar cualquier mal", y de "yoc" o lugar donde abunda la muña.